# Otávio Afonso
Otávio Afonso (Porto Velho, 1953 - Brasília, 5 de março de 2008) foi um poeta e gestor público brasileiro. 
Estudou Jornalismo em Salvador na década de 1970. Participou da coletânea de poemas experimentais Sábado 13 horas (1978), ao lado de Damário da Cruz e Márcio Salgado. Seu único livro autoral, Cidade Morta, ganhou o Prêmio Casa de las Américas em 1980.
Na década de 1980 mudou-se para Brasília, onde passou a trabalhar no antigo Ministério da Educação e Cultura. Foi Coordenador de Direito Autoral do Ministério da Cultura. Representou o Brasil nas negociações sobre direito autoral na Organização Mundial da Propriedade Intelectual (OMPI) e na Organização Mundial do Comércio (OMC).
Recebeu a Ordem do Mérito Cultural (post mortem) em 2008.

## Obras
- 1980 - Cidade Morta (Poesia)
- 2008 - Direitos Autorais: Conceitos Essenciais (Direito)